# باربی در نقش پرنسس جزیره
باربی در نقش پرنسس جزیره (به انگلیسی: Barbie as the Island Princess) فیلم پویانمایی موزیکال محصول سال ۲۰۰۷ می‌باشد.
این فیلم در ۱۸ سپتامبر سال ۲۰۰۷ در قالب فیلم ویدئویی منتشر گردید و پنج روز بعد بر روی تلویزیون در نیکلودئون به‌نمایش در آمد.